# Paul Lonyangata

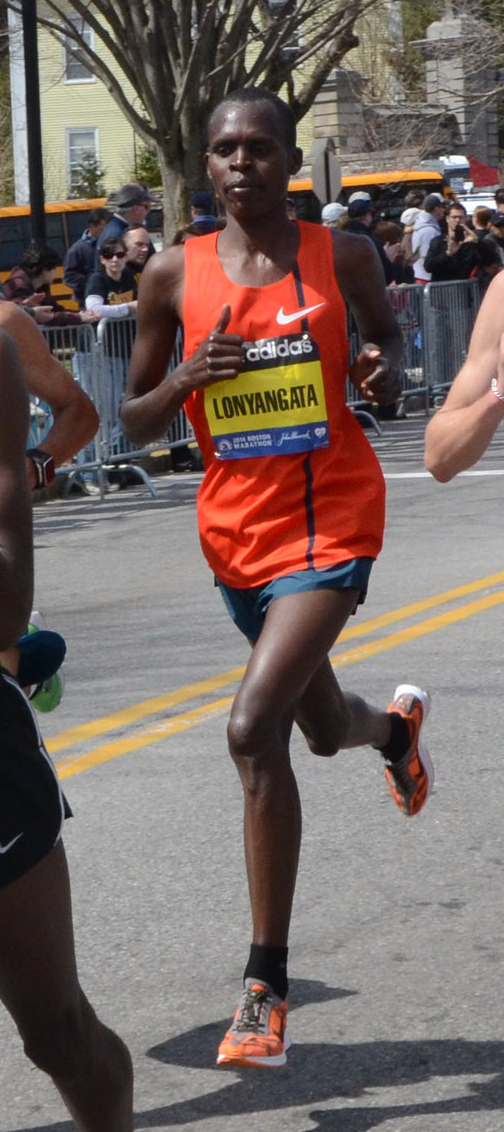
Paul Kipchumba Lonyangata beim Boston-Marathon 2014

Paul Kipchumba Lonyangata (* 12. Dezember 1992) ist ein kenianischer Langstreckenläufer, der sich auf Straßenläufe spezialisiert hat.
2010 gewann bei den Leichtathletik-Juniorenweltmeisterschaften in Moncton Bronze über 10.000 m.
2012 wurde er Fünfter beim Berliner Halbmarathon und jeweils Zweiter bei der Corribianco und beim Philadelphia-Halbmarathon.
2013 wurde er bei seinem Debüt über die 42,195-km-Distanz Zweiter beim Xiamen-Marathon in 2:07:44 h. Einem vierten Platz beim Luanda-Halbmarathon folgte ein Sieg beim Lissabon-Marathon in 2:09:46 h.
Im Jahr darauf wurde er Achter beim RAK-Halbmarathon, Neunter beim Boston-Marathon, Fünfter in Luanda und Zweiter beim Honolulu-Marathon.
2015 kam er beim Kopenhagen-Halbmarathon auf den fünften Rang und stellte beim Shanghai-Marathon mit 2:07:14 h einen Streckenrekord auf.
2021 wurde Lonyangata bei einer Dopingkontrolle positiv getestet und anschließend für 19 Monate gesperrt.

## Persönliche Bestzeiten
- 3000 m: 7:39,72 min, 12. Juni 2011, Straßburg
- 5000 m: 13:08,01 min, 22. Juli 2011, Barcelona
- 10.000 m: 27:21,62 min, 16. September 2011, Brüssel
- 10-km-Straßenlauf: 27:57 min, 13. September 2015, Kopenhagen (Zwischenzeit)
- Halbmarathon: 59:53 min, 1. April 2012, Berlin
- Marathon: 2:06:10 h, 9. April 2017, Paris